# UFC 229
UFC 229: Khabib vs. McGregor è stato un evento di arti marziali miste tenuto dalla Ultimate Fighting Championship il 6 ottobre 2018 alla T-Mobile Arena di Las Vegas, negli Stati Uniti.

## Risultati
|                                        | Divisione             |                         |                 |                    | Metodo                                  | Round           | Tempo           | Premio          |
| Card Principale                        | Card Principale       | Card Principale         | Card Principale | Card Principale    | Card Principale                         | Card Principale | Card Principale | Card Principale |
| -------------------------------------- | --------------------- | ----------------------- | --------------- | ------------------ | --------------------------------------- | --------------- | --------------- | --------------- |
| Sfida valida per il titolo di campione | Pesi leggeri          | Khabib Nurmagomedov (c) | batte           | Conor McGregor     | Sottomissione (neck crank)              | 4               | 3:03            |                 |
|                                        | Pesi leggeri          | Tony Ferguson           | batte           | Anthony Pettis     | KO tecnico (ritiro)                     | 2               | 5:00            | FOTN            |
|                                        | Pesi mediomassimi     | Dominick Reyes          | batte           | Ovince Saint Preux | Decisione unanime (30-27, 30-27, 30-27) | 3               | 5:00            |                 |
|                                        | Pesi massimi          | Derrick Lewis           | batte           | Aleksandr Volkov   | KO (pugni)                              | 3               | 4:49            | POTN            |
|                                        | Pesi paglai femminili | Michelle Waterson       | batte           | Felice Herrig      | Decisione unanime (30-26, 29-28, 30-27) | 3               | 5:00            |                 |
| Card Preliminare (Fox Sports 1)        |                       |                         |                 |                    |                                         |                 |                 |                 |
|                                        | Pesi mosca            | Jussier Formiga         | batte           | Sergio Pettis      | Decisione unanime (30-26, 29-28, 29-28) | 3               | 5:00            |                 |
|                                        | Pesi welter           | Vicente Luque           | batte           | Jalin Turner       | KO (pugni)                              | 1               | 3:52            |                 |
|                                        | Pesi gallo femminili  | Aspen Ladd              | batte           | Tonya Evinger      | KO tecnico (pugni)                      | 1               | 3:26            | POTN            |
|                                        | Pesi leggeri          | Scott Holtzman          | batte           | Alan Patrick       | KO (gomitate)                           | 3               | 3:42            |                 |
| Card Preliminare (UFC Fight Pass)      |                       |                         |                 |                    |                                         |                 |                 |                 |
|                                        | Pesi gallo femminili  | Yana Kunitskaya         | batte           | Lina Länsberg      | Decisione unanime (30-27, 30-27, 30-27) | 3               | 5:00            |                 |
|                                        | Pesi leggeri          | Nik Lentz               | batte           | Gray Maynard       | KO tecnico (calcio alla testa e pugni)  | 2               | 1:19            |                 |
|                                        | Pesi leggeri          | Tony Martin             | batte           | Ryan LaFlare       | KO (calcio alla testa e pugni)          | 3               | 1:00            |                 |

## Premi
I lottatori premiati ricevettero un bonus di 50.000 dollari.
Legenda:
- FOTN: Fight of the Night (vengono premiati entrambi gli atleti per il miglior incontro dell'evento)
- POTN: Performance of the Night (viene premiato il vincitore per la migliore performance dell'evento)